# سایا یوکی
سایا یوکی (انگلیسی: Saya Yūki؛ زادهٔ ۹ آوریل ۱۹۸۸) بازیگر اهل ژاپن است.